# Mistrzostwa Azji we Wspinaczce Sportowej 2000
Mistrzostwa Azji we Wspinaczce Sportowej 2000 – 9. edycja Mistrzostw Azji we wspinaczce sportowej, która odbyła się w dniach 25–26 listopada 2000 w malezyjskim Kuala Lumpur.
Podczas zawodów wspinaczkowych zawodnicy i zawodniczki rywalizowali w 4 konkurencjach.

## Konkurencje
Mężczyźni
- prowadzenie oraz wspinaczka na czas,

Kobiety
- prowadzenie oraz wspinaczka na czas.

## Uczestnicy
Zawodnicy i zawodniczki podczas zawodów wspinaczkowych w 2000 roku rywalizowali w 4 konkurencjach. Łącznie do mistrzostw Azji zgłoszonych zostało 110 wspinaczy (każdy zawodnik miał prawo startować w każdej konkurencji o ile do niej został zgłoszony i zaakceptowany przez IFCS i organizatora zawodów). W klasyfikacji medalowej mistrzostw Azji zwyciężyli Indonezyjczycy, zdobywając łącznie 3 medale (w tym 2 złote, 1 srebrny).
| Lp.   |           | ↓ Uczestnicy – konkurencje → |    | prowadzenie | na czas |
| ----- | --------- | ---------------------------- | -- | ----------- | ------- |
| 1.    | Mężczyźni | 51                           | 34 |             |         |
| 2.    | Kobiety   | 28                           | 17 |             |         |
| Razem | Razem     | Razem                        | 59 | 51          |         |

## Medaliści
| Konkurencja  | Złoto                             | Srebro                           | Brąz                             |
| ------------ | --------------------------------- | -------------------------------- | -------------------------------- |
| Mężczyźni    |                                   |                                  |                                  |
| prowadzenie  | Japonia · Yuji Hirayama           | Korea Południowa · Son Sang-won  | Japonia · Keita Mogaki           |
| wsp. na czas | Indonezja · Ronald Mamarimbing    | Hongkong · Lai Chi Wai           | Malezja · Daniel Abdullah        |
| Kobiety      |                                   |                                  |                                  |
| prowadzenie  | Korea Południowa · Go Mi-sun      | Korea Południowa · Kim Hyun-jung | Hongkong · Liu Hiu Ying          |
| wsp. na czas | Indonezja · Agung Etti Hendrawati | Indonezja · Yuyun Yuniar         | Korea Południowa · Kim Hyun-jung |

## Klasyfikacja medalowa
* Gospodarz zawodów został zaznaczony tym kolorem.
|                   |                   |   |   |   |    |  |  |  |  |
| 1                 | Indonezja         | 2 | 1 | 0 | 3  |  |  |  |  |
| 2                 | Korea Południowa  | 1 | 2 | 1 | 4  |  |  |  |  |
| 3                 | Japonia           | 1 | 0 | 1 | 2  |  |  |  |  |
| 4                 | Hongkong          | 0 | 1 | 1 | 2  |  |  |  |  |
| 5                 | Malezja *         | 0 | 0 | 1 | 1  |  |  |  |  |
|                   |                   |   |   |   |    |  |  |  |  |
| Ogółem (5 państw) | Ogółem (5 państw) | 4 | 4 | 4 | 12 |  |  |  |  |

Źródła: